# Sfoartea
Sfoartea románul: Sfoartea, falu Romániában, Erdélyben, Fehér megyében.  Közigazgatásilag Aranyosfő községhez tartozik.

## Fekvése
Aranyosfő mellett fekvő település.

## Története
Sfoartea korábban Aranyosfő része volt. 1956-ban vált külön településsé 277 lakossal, különvált tőle Negești és Prelucă is. 
1966-ban 229, 1977-ben 223, 1992-ben 107, a 2002-es népszámláláskor 102 lakosa volt.